# لانس اولسن
لانس اولسن (انگلیسی: Lance Olsen؛ زادهٔ ۱۴ اکتبر ۱۹۵۶) یک نویسنده، و رمان‌نویس اهل ایالات متحده آمریکا است.
وی همچنین برنده جوایزی همچون کمک هزینه گوگنهایم شده است.

## زندگی
لانس اولسن در نیوجرسی متولد شد. تحصیلات دانشگاهی را در دانشگاه ویسکانسین-مدیسن آغاز کرد و مدرک دکتری خود را در دانشگاه ویرجینیا گرفت. برای مدت ۱۰ سال در دانشگاه آیداهو تدریس کرد، وی هم‌چنین سابقه تدریس در دانشگاه‌های آیووا، ویرجینیا و کنتاکی را داراست.
وی از سال ۲۰۰۷ مشغول به تدریس در دانشگاه یوتا است.

لانس اولسن تا کنون ۱۲ رمان، ۵ مجموعه داستان، ۵ کتاب غیرداستانی و یک دفتر شعر منتشر کرده است. شعرها، مقاله‌ها و داستان‌هایش در نشریات و مجلات بسیاری چاپ شده است.